# パルマス
パルマス（Palmas [ˈpaɫmɐʃ]）はブラジル連邦共和国トカンティンス州の州都。1988年のトカンティンス州成立の翌年に建設され、1990年にそれまでの州都であったミラセマ・ド・トカンチンスから遷都された。ブラジリアを手本に建設された計画都市で、公園や道路などが幾何学的に整備されている。実際にはパウマス、もしくはパォマスと言った方が原音に近い。詳しくはポルトガル語の項を参照。

## 語源
パルマスの名はトカンティンス分離運動の中心地だった同州のサン・ジョアン・ダ・パルマに由来する。また同地に椰子の木（ポルトガル語でpalmeiras）が繁茂していることにも関係があるとされる。

## 歴史
トカンティンス州は1988年の連邦憲法改正に伴ってゴイアス州から分離した、比較的新しい州である。パルマスはトカンティンス州が成立した翌年の1989年5月20日に州の中央に建設された。その後1990年1月1日に州政府の中枢がパルマスに移動し、パルマスはトカンティンス州の州都となった。以上の経緯から分かるようにパルマスの歴史は非常に浅く、現在のブラジルでは最も若い州都である。しかしながら人口は順調に伸び、2006年の統計では20万人が暮らしている。また同市はブラジリアを参考に設計された計画都市として有名で、整然と幾何学的に区画された市内には多くの公園や医療施設、教育施設や住宅が立ち並び近代的な様相を見せている。

## 地理
パルマスは州都が南緯10.20、西経48.20、海抜230メートルに位置する。熱帯に位置するため気温は一年を通して高く、気温が最も高くなる9月と気温が最も低くなる7月の最高気温の差は摂氏3度しかない。9月の平均最高気温は摂氏36度で平均最低気温が摂氏22度であるのに対し、7月の平均最高気温は摂氏33度、平均最低気温は摂氏15度と大差ない。
一年は大きく雨季と乾季に分かれ、雨季の1月には降水量が241mmを越えるのに対し、乾季の7月の降水量は5mmに満たない。付近をトカンティンス川が流れ、水資源には恵まれている。またトカンティンス川の豊富な砂浜には多くの水浴客が訪れ賑わう。2002年にはラジェアド水力発電所とその貯水池が完成し、市内への電力供給を行っている。市の中央にはトカンティンス州の象徴である向日葵から命名されたジラソイス広場があり、州政府の諸機関が周囲に集まっている。

## 人口
比較的新しい都市であるということもあり人口は多くなく、ブラジルの州都の中では最も人口が少ない。また人口密度はロライマ州の州都ボア・ヴィスタに次いで2番目に低い。

## 交通
市の中心から20キロメートル離れた所に2002年に新設されたパルマス・ブリガデイロ・リシアス・ホドリゲス空港があり、ブラジル国内の主要都市と空路で結ばれている。またベレンとブラジリアを結ぶ国道153号線の中間に位置しており、トカンティンス州内の各自治体の他ゴイアニア、ブラジリア、ベレンなどへ行くのも便利である。

## 教育
市内に2000年に新設されたトカンティンス連邦大学の他トカンティンス大学があり、多くの学生が学んでいる。

## 文化
内陸地だが付近の河川には水浴場があり行楽客で賑わう。市内にはサッカークラブのパルマスFRがある。